# Cladiella elegantissima
Cladiella elegantissima is een zachte koraalsoort uit de familie Alcyoniidae. De koraalsoort komt uit het geslacht Cladiella. Cladiella elegantissima werd in 1899 voor het eerst wetenschappelijk beschreven door May. 